# ميزان حرارة طبي

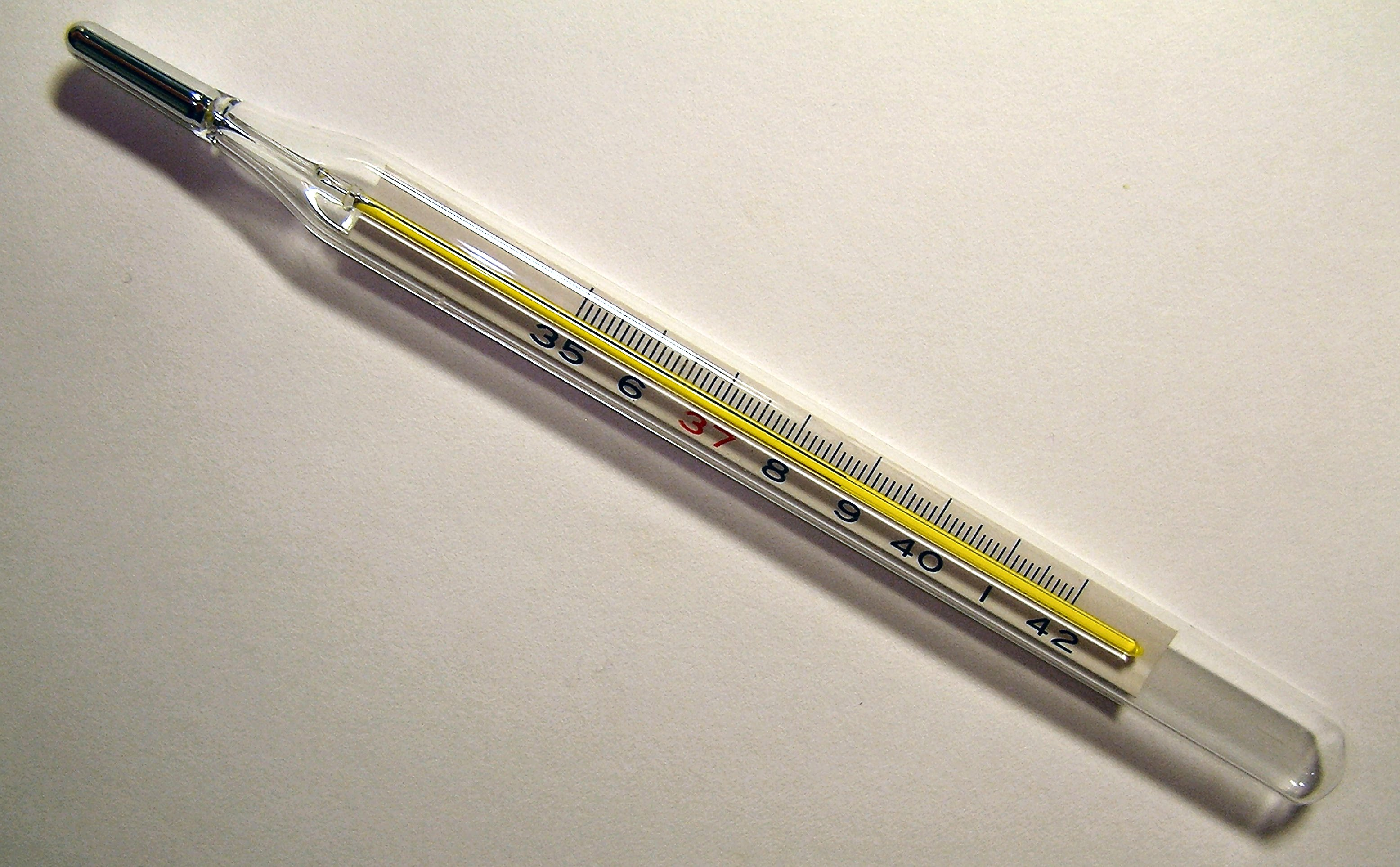
مقياس حرارة طبي يظهر درجة حرارة 38.7 °C

المحرار الطبي (أو مقياس الحرارة الطبي في الترجمات اللفظية) هو أداة تستخدم لقياس درجة حرارة الجسم. بحيث يكون أحد أطراف الأداة في الفم أو الأذن أو الإبط أو في المستقيم عن طريق الشرج.

## تاريخ تطور مقياس الحرارة

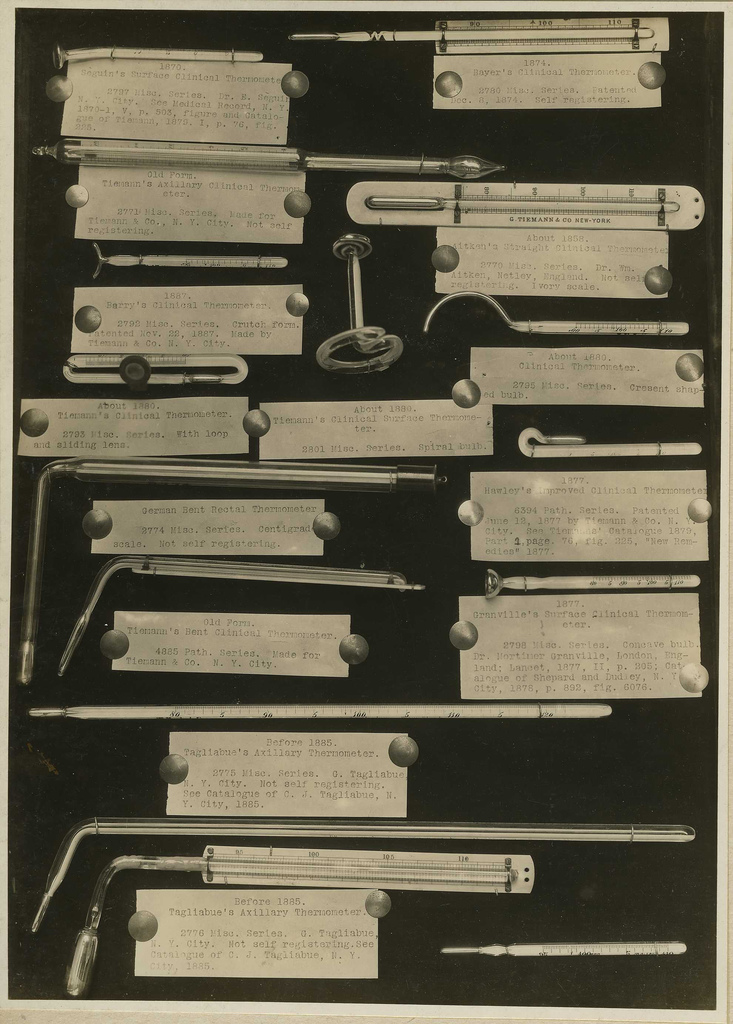
صور مختلف لمقايس الحرارة في القرن التاسع عشر.

إن أول من ابتكر مقياس الحرارة هو العالم الإيطالي جاليليو في القرن السادس عشر، لكنه كان ضخماً ويتطلب وقتاً طويلاً لقياس الحرارة، وكان من الصعب نقله من مكان لآخر. وابتكر دانيال فهرنهايت مقياساً آخر في القرن الثامن عشر، كان أصغر في الحجم، لكنه ظل وسيلة غير عملية لقياس حرارة الجسم. أما أول مقياس شبيه بالأنواع المستخدمة حالياً فهو من ابتكار العالم الإنجليزي توماس كليفورد ألبوت في العام 1876. اعتمد عمل هذا المقياس ولأول مرة على استخدام الزئبق ومقارنة درجة تمدده بدرجة حرارة الجسم، كما بلغ طوله حوالي 15 سم.

## تصنيف حسب النوع

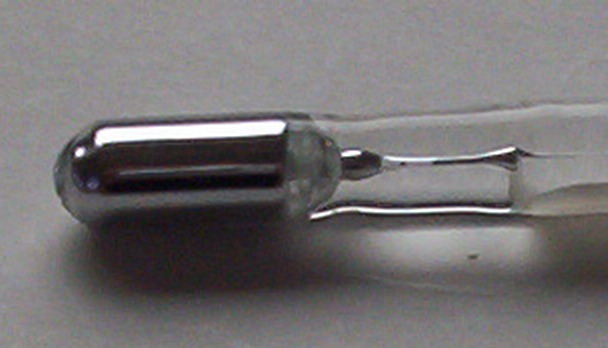
صورة مقربة لمقياس حرارة طبي، و يظهر ضيق الإسطوانة عند خزان الزئبق

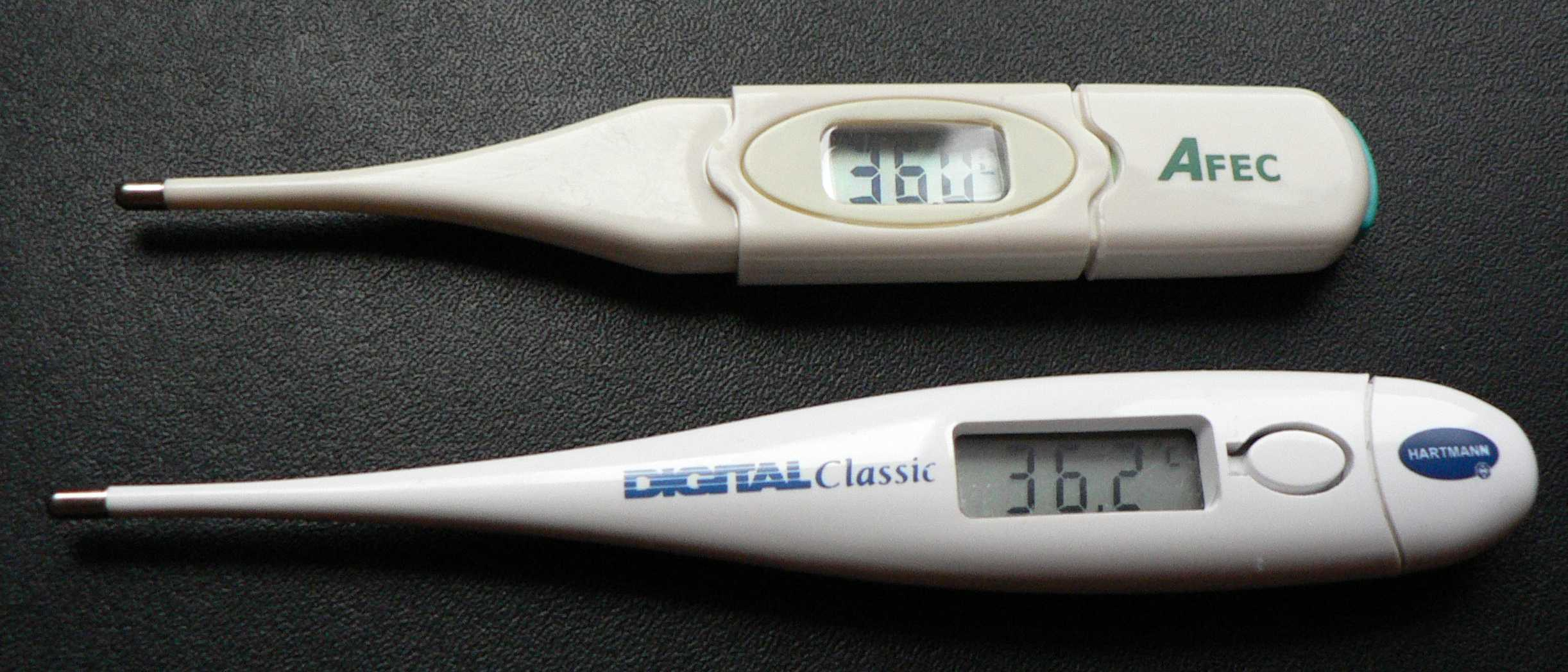
مقياس حرارة طبي إليكتروني

يعمل مقياس الحرارة الطبي الزئبقي بنفس طريقة عمل مقياس الحرارة الزئبقي. ويتميز المقياس الطبي بوجود ضيق في الإسطوانة الواصلة بخزان الزئبق مما يمنع الرجوع السريع للزئبق ويسهل قراءة درجة الحرارة. ويتم صناعة المقاييس الطبية بحيث تشمل حيز أصغر من درجات الحرارة (35°س - 42°س). ولكن يتم حالياً التخلي عن استخدام المقياس الزئبقي والاستعاضة بمقياس إلكتروني وذلك لخطر الزئبق على الصحة العامة.

## تصنيف حسب مكان القياس
مبني على أساس مكان قياس درجة الحرارة:

### عن طريق الفم
هو الأكثر انتشار، يتم قياس درجة حرارة الجسم عن طريق الفم، ويستخدم في أشخاص قادرين على وضع المقياس في المكان الصحيح تحت اللسان وأن يبقوه لفترة كافية، لهذا لا يستخدم في الأطفال، فاقدي الوعي، المرضى العقليين ولا يستخدم لأشخاص شربوا سوائل باردة أو حارة.

### عن طريق فتحة الشرج
يعتبر قياس درجة الحرارة عن طريق فتحة الشرج هو الأكثر دقة، لكن استعماله غير منتشر في الكبار لما قد يسبب من ألم وإحراج.و لكنه الوسيلة المفضلة لقياس درجة حرارة الرضع.
يتم طرح 0.5° من القراة الظاهرة على المقياس.

### تحت الإبط
عقب قياس درجة الحرارة يتم أضافة 0.5° إلى القرأة الظاهرة على المقياس.

### مقياس أذني
حيث تستخدم قناة الأذن الخارجية لقياس درجة الحرارة، لما حولها من أوعية دموية رئيسية تعطي فكرة جيدة عن درجة الحرارة الحقيقية للجسم.
وتستخدم تلك الطرق كأداة للمسح الشامل لعدد كبير جداً من الناس في وقت قصير، كالمطارات والحشود الجماهيرية الضخمة. وذلك لاكتشاف الأشخاص الذين يعانون من ارتفاع شديد في درجة الحرارة وفصلهم عن الجماهير وإجراء المزيد من التحاليل والفحوصات الطبية.